# Réserve écologique Lionel-Cinq-Mars
Die Réserve écologique Lionel-Cinq-Mars ist ein im Jahr 1988 auf einer Fläche von 440 ha eingerichtetes Schutzgebiet im Süden der kanadischen Provinz Québec.

## Lage, Geologie
Es liegt in der Grafschaftsgemeinde Lotbinière etwa 50 km südwestlich der Provinzhauptstadt Québec am Nordufer der Rivière Huron. Es befindet sich auf dem Gebiet der Gemeinden Saint-Édouard-de-Lotbinière und Leclercville und schützt die für die Region typischen Linden- und Gelb-Birkenwälder.
Das Gebiet befindet sich zwischen den Appalachen und den Niederungen des Sankt-Lorenz-Stroms. Der Untergrund besteht aus sogenannten Shales, metamorphen Gesteinen, die sich durch Schieferung auszeichnen, wobei es sich um Sedimentgesteine und Tonminerale handeln kann. Hinzu kommt Kalkstein, Dolomit, Sandstein und Schiefer. Mit dem Rückzug des nacheiszeitlichen Champlainmeers wurden über dem eiszeitlichen Tillit Sand und Tonminerale abgelagert. Danach formten die Gezeiten Flussterrassen. Podsol und Böden mit hohem Anteil an organischen Resten prägen die Region.

## Flora
Der Zucker-Ahorn, die Amerikanische Linde und die Weiß-Esche sind die häufigsten Baumarten. Hinzu kommen Gelb-Birke, Rot-Ahorn, Abendländischer Lebensbaum (Thuya), Schwarz-Esche und Amerikanische Ulme. Als bedroht gilt Allium tricoccum (franz.: Ail des bois, ‚Waldknoblauch‘).

## Namensgeber
Der Name geht auf den Spezialisten für Pflanzenkrankheiten und Botaniker Lionel Cinq-Mars (1919–1973) zurück. Er wurde 1962 Professor an der Landwirtschaftsfakultät der Laval-Universität, und er baute ein Herbarium von mehr als 10.000 Exemplaren auf, das seit 1968 Herbier Louis-Marie heißt. Er veröffentlichte mehr als 70 Aufsätze – auch zur Ornithologie – und gründete die Fachzeitschriften Ludoviciana und Provancheria. Seit 1978 heißt ein Preis der kanadischen botanischen Gesellschaft nach ihm. Eine Art aus der Gattung der Felsenbirnen trägt seinen Namen: Amelanchier Quinti-Martii (engl.: Cinq Mars' Serviceberry).